# 白云观
白云观，位于北京市西城區西便門外的白云觀街9號，是道教全真道三大祖庭之一，也是全真道龍门派的祖庭，自元朝起，为全真道“第一丛林”。中國道教协会、中國道教学院、中國道教文化研究所等机构设于该观内。白云觀過去每年春節举办的庙会，游人如鯽，热闹非凡。

## 历史

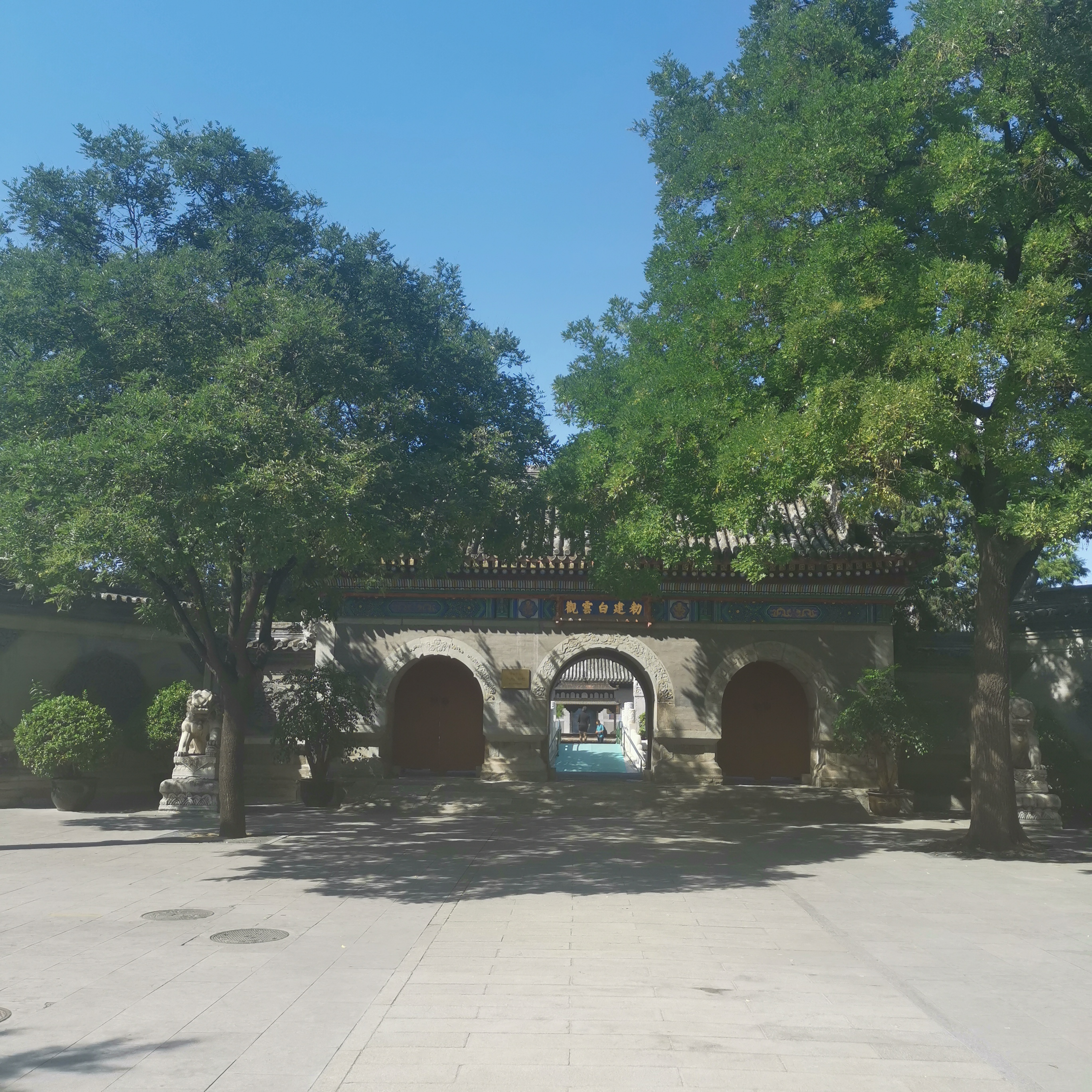
白云观山门

据唐朝刘九霄《再修天长观碑略》所记，唐玄宗为了“斋心敬道，奉祀老子而建道观”，所建即幽州的天长观，始建于唐朝开元二十九年（741年）。《大唐六典》卷四记载，道观在每年上元、中元、下元三節以及皇帝诞辰日，都举行祭祀。皇帝诞辰日称“千秋节”，又称“天长节”，所以幽州的该观得名“天长观”。天长观是北京地区历史上有记载的第一座道观。
金朝正隆五年（1160年），契丹南侵，位于金中都的天长观在战争中遭兵火焚毁。金大定七年（1167年）敕命重修，到金大定十四年三月（1174年）方才完工。同年，该观更名为十方天长观。金章宗明昌三年（1192年），该观又遭焚毁。翌年起，另在天长观旧址的西侧重建，金泰和三年（1203年）更名为太极宫。
蒙古成吉思汗十九年（1224年）开始，长春真人丘处机在太极宫暂住。据元朝人李志常《长春真人西游记》卷下（王国维笺证本）载，蒙古成吉思汗二十二年（1227年），成吉思汗遣使，“传旨：改北宫仙岛为万安宫，天长观为长春宫，诏天下出家善人皆隶焉，且赐以金虎牌，道家事一仰神仙处置。”其中的“神仙”指丘处机。天长观由此更名为长春宫。同年（1227年），丘处机在长春宫羽化，其弟子尹志平等人在该宫东面的下院兴建白雲觀。1229年建成白雲觀的处顺堂，在堂内安葬丘处机。
元朝末年，长春宫殿宇倾圯。明朝初年，重建白云观，重修工程改以处顺堂为整个宫观的中心。清朝初年，在白云观方丈王常月的主持下，白云观进行了大规模重修，基本奠定了如今白云观的规模。
清朝顺治十三年（1656年），顺治帝命全真道龙门派律宗第七代方丈王常月律师“主讲白云观，赐紫衣凡三次，登坛说戒，度弟子千余人。”（见《白云观志：昆阳王真人道行碑》）康熙帝曾经召见自称神仙的王文卿，赐匾额、对联，并且召见谢万成、王家营等道士，令他们在西苑炼丹。雍正帝曾召白云观道士贾士芳进宫为自己看病。

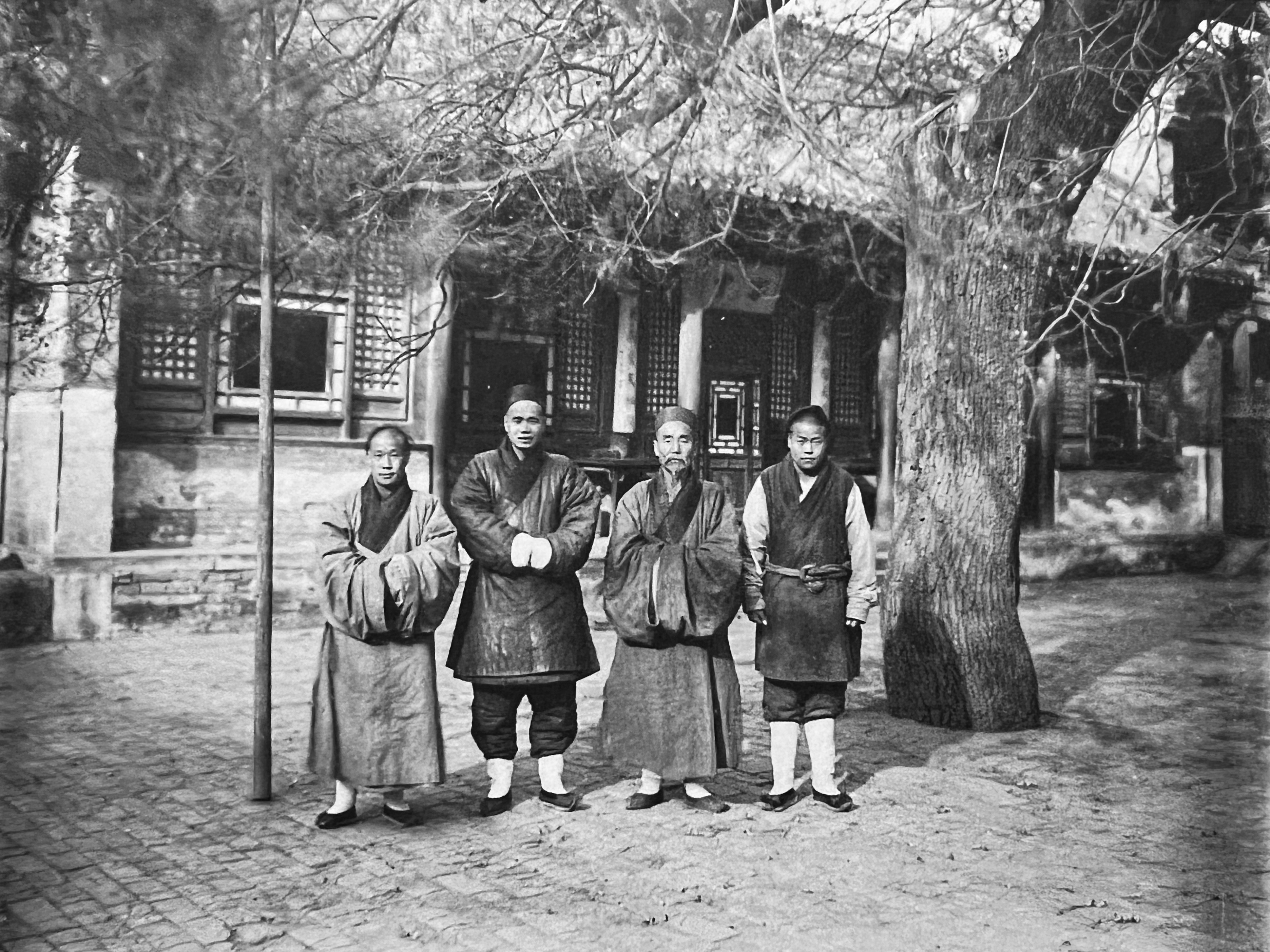
清末，白云观的道士们

清朝末年，慈禧太后和宫中众多太监与白云观关系颇深。贾英华《末代太监孙耀庭传》称，太监内部传说，慈禧太后之母逝世后，尚未独揽大权的慈禧太后派大太监刘诚印到贤良寺等佛寺寻找停柩之处，遭到这些佛寺住持的冷遇。后转往白云观，白云观道士十分热情，接受慈禧太后之母停柩。此后，慈禧太后和白云观来往密切，“更邪乎的是，刘承（诚）印拜白云观方丈刘宗玄为师，也在白云观‘挂单’，同时被称作名誉‘方丈’，成为了全真道第23代传人。”这虽然是传说，但慈禧太后和白云观的关系也确实很好。道教的《太上律脉源流》记载：道教全真龙门派道士张宗璿“庚午（1870年）再请传戒，时值皇亲照公府太夫人灵寄观中，师为虔诵《血盆经》。一藏百天之久，靡有怠容。蒙慈禧皇（太）后，恩赐紫袍玉冠，捐金助坛开大戒场，伯子公侯，接踵而来，请谒声名，播于远方。”白云观的后花园“云集园”也是大太监刘诚印捐白银2万两所建。白云观玉皇殿内悬挂的“百寿幡”，据传为慈禧太后六十寿辰的祝寿物，后敕赐白云观悬挂于玉皇殿。
信修明《老太监的回忆》记载了太监中间的如下传闻：“广仁子为慈禧太后受天仙戒之道号。昔年太后之生母薨逝在白云观，停灵一百天。白云观方丈张宗璿为一时高道，为着皇姥姥念了百天《血盆经》。慈禧太后派总管李莲英代太后传了三坛大戒，太后为功德主，占了戒坛天字号弟子，名曰广仁子，在宫内素食百天。她受了天仙戒之方便戒，实际上不得到白云观律堂受戒，名曰方便戒。慈禧为老子信徒，世人知者甚少。宫内一时风尚，差不多有地位之太监，当老道受戒者太多，如素云道人刘诚印等多人。”
北洋政府交通总长、佛教居士叶恭绰曾记述了如下传闻：“清与帝俄所订《喀西尼密约》，世皆传为李鸿章所为，其实李只系演出者，其编剧导演固由帝俄，而被动主体则为慈禧太后。从中促进和穿插者为李莲英与璞科第，则世人知者不多也，李与璞科第之联络，实由西郊白云观高道士为媒介……每有双方传达之事，则由高、璞、李会晤，一转即直达西太后。至将达表面，始由军机处及总理衙门搬演耳。”其中的“白云观高道士”应指白云观住持高仁峒。该传闻虽无法证实，但1896年《中俄密约》签订后几年，白云观内高仁峒所立石碑上，记载有俄国人功德捐献，如光绪二十七年（1901年）《粥厂碑记》记载：“华俄银行总领事墣（璞）科第君等筹集钜（巨）款，购置米粟于白云观。”光绪二十八年（1902年）《云素方丈功德记》记载：“募劝华俄总领事李大善士，桥梓设厂施粥，全活无算。”1900年八国联军攻占北京，白云观的明版《道藏》获保全，有人认为是俄国人出了力。日本学者村田雄二郎等人在日本外交档案中发现，当时日本政府因为见俄国政府通过白云观和慈禧太后建立关系，也想通过白云观道士结交清廷，结果因俄国人阻挠，该计划实施不理想。
1912年，由白云观方丈陈明霦发起，来自中国各地的18位全真派代表，在北京成立中华民国道教会。中华民国道教会本部机关即设在白云观内。
中华民国时期，1930年代至1940年代，白云观多次发生重大危机。1930年代，白云观发生两次住持危机。1930年，南京国民政府颁布《寺庙登记条例》《监督寺庙条例》后，白云观自认已在北平市公安局登记，1930年6月因白云观未遵守北平市社会局限期登记的指令，白云观住持陈明霦被北平市社会局撤革。白云观缴清认捐费用，才被登记，陈明霦得以复职。第二次是在1936年1月，南京国民政府重新颁布《寺庙登记规则》后，规定所有寺庙一律在6月底前重新登记，住持更迭也在登记之列。1936年初，陈明霦病逝，监院安世霖（清光绪二十七年（1901）生，原籍房山县，16岁出家，1946年11月11日殁）继任住持的资格出现争议，寺庙登记受阻。北平市社会局、北平道教会经过调查发现，安世霖继任住持存在许多不合惯例之处，但因北平市寺庙登记已拖延近两月，最后以社会局让步，北平市社会局最终同意安世霖以监院身份暂代住持。
1940年代，白云观内部发生剧烈纷争。民国三十五年（1946年）11月12日，白云观发生以许信鹤（西便门内白云观下院关帝庙道士，1918年生，山西祁县人。1937年在河北易县水帘洞出家）、杜信龄、马至善为首的道士伙同道众烧死白云观住持安世霖、监院白全一（1899年生，河北新城人）的案件，轰动一时。11月14日，平市各大报纸纷纷刊登这一骇人听闻的消息。11月20日，惨案由北平市地检处提起公诉。12月4日法院开庭调查，12月10日公审，12月14日下午宣判许信鹤、马至善、杜信龄共同杀人，各处无期徒刑，褫夺公权终身；16人共同杀人，分别各处有期徒刑15年、12年、10年、8年、4年；16人无罪，取保释放。1947年9月20日下午4时半，河北省高等法院二审宣判：许信鹤、马至善、杜信龄共同杀人，各处有期徒刑5年，褫夺公权3年；其他被告分别减刑或因缓刑或因无罪当庭开释。白云观新住持由沈阳的赵诚藩道长接任。
中华人民共和国成立后，在白云观成立道教徒群众组织“中国道教协会”，人民政府于1956年资助道教界修缮白云观，“文化大革命”期间受到冲击，终止活动。1981年，人民政府再度资助道教界修缮白云观。此后，白云观被列为道教全国重点宫观，并先后被公布为北京市文物保护单位、全国重点文物保护单位。
1957年成立的中国道教协会会址设在白云观。1989年，白云观举行了中华人民共和国成立以来首次全真派传戒仪典。

## 建筑

### 中路建筑

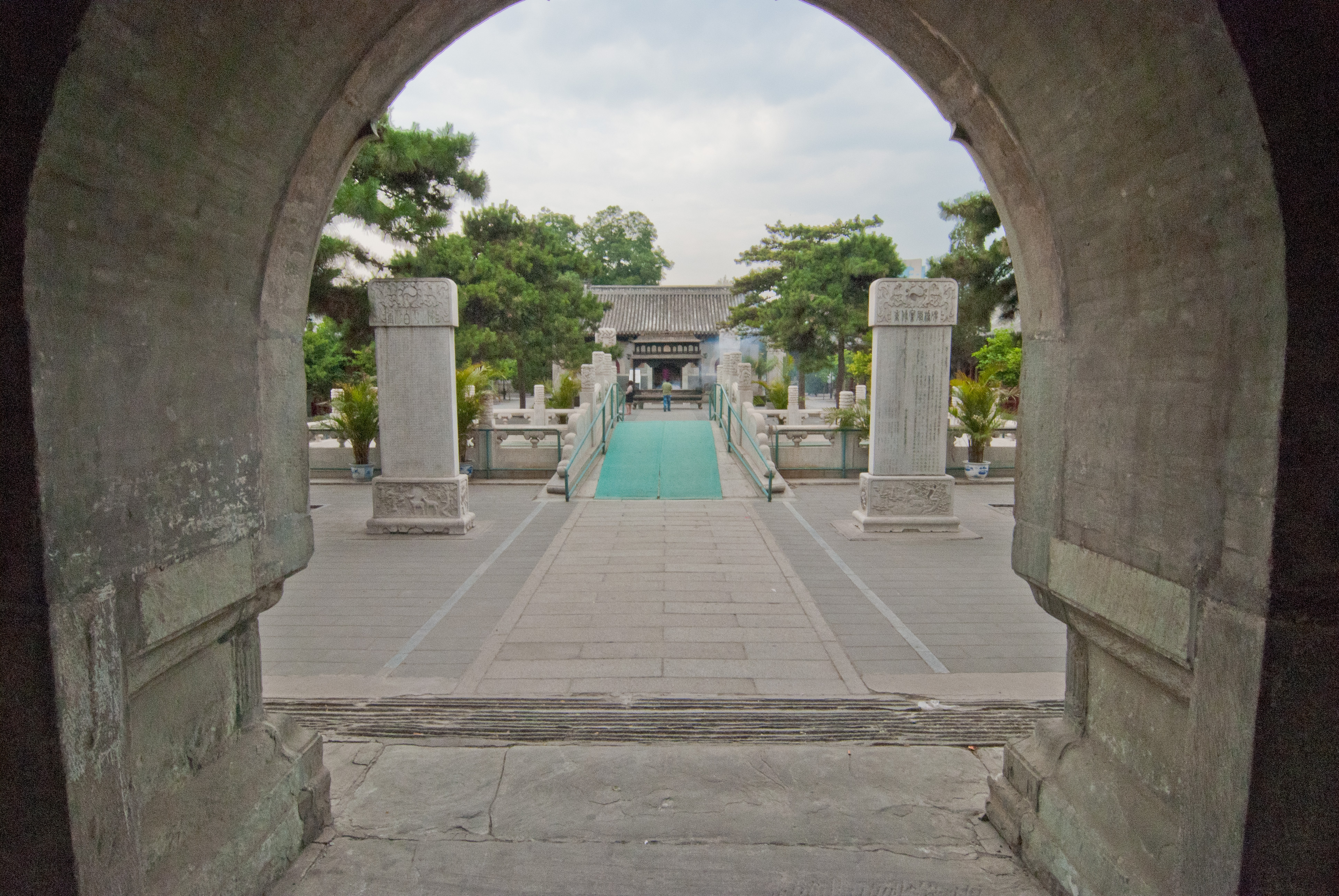
从山门中间门洞内看窝风桥

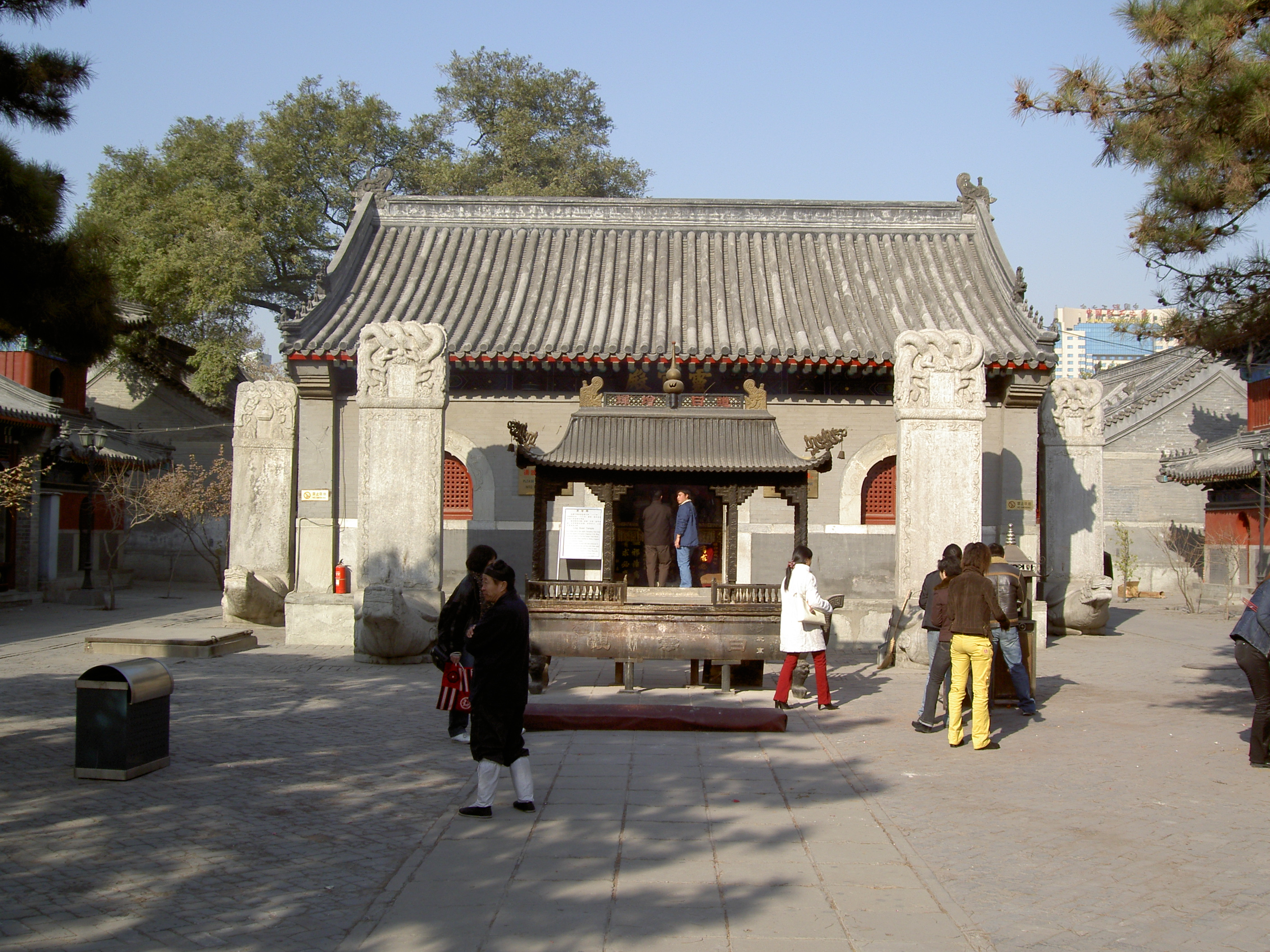
灵官殿

- 影壁：在棂星门外，白云观街上，北面有琉璃瓦嵌字“万古长春”，为元朝书法家赵孟頫书。
- 棂星门：始建于明正統八年（1443年）。为三间四柱七楼牌坊，正面（南面）题“洞天胜境”，背面题“琼林阆苑”。此处为白云观道士观星望气之所。门前有石狮一对。
- 山门：上方悬有“敕建白云观”匾额，据说是铁制的，所以民间称作“铁打白云观”。两侧有撇山照壁，还有一对华表、一对石狮。山门正中门洞的正面拱券东端雕刻有一只猴子，西侧撇山照壁下端也刻有一只猴子，它们是民俗活动“摸石猴”的三只石猴中的两只；由于三只石猴位于观内不同地点，民间称作“三猴不见面”。正中门洞的背面拱券上端雕有南极仙翁。
- 窝风桥：进入山门，即窝风桥，始建于清康熙四十五年（1706年），后毁坏，1988年重建。这是一座南北向单孔汉白玉石桥，桥下无水。桥洞两侧各挂有一个方孔圆形大金钱，钱上均有“钟响兆福”四字，方孔内悬铜钟，游客可用铜钱掷打铜钟以求吉利，此为民俗活动“打金钱眼”。桥南有两通石碑，其中东侧的《重修窝风桥碑》为窝风桥重建之后新立的石碑，碑座上雕有一只猴子，也成了现在“摸石猴”的新目标之一。
- 灵官殿：明英宗正统八年（1443年）始建，明英宗景泰七年（1456年）重建，清朝康熙元年（1662年）重修。殿内祀王灵官木雕像，为明朝所雕。左右两壁悬挂四大元帅的画像，左边（“左”指西侧，下同）墙壁上为赵元帅和马元帅的画像，右边墙壁上为温元帅和岳元帅的画像。殿前立有四通石碑。
  - 云水堂：位于灵官殿院内东侧
  - 十方堂：位于灵官殿院内西侧

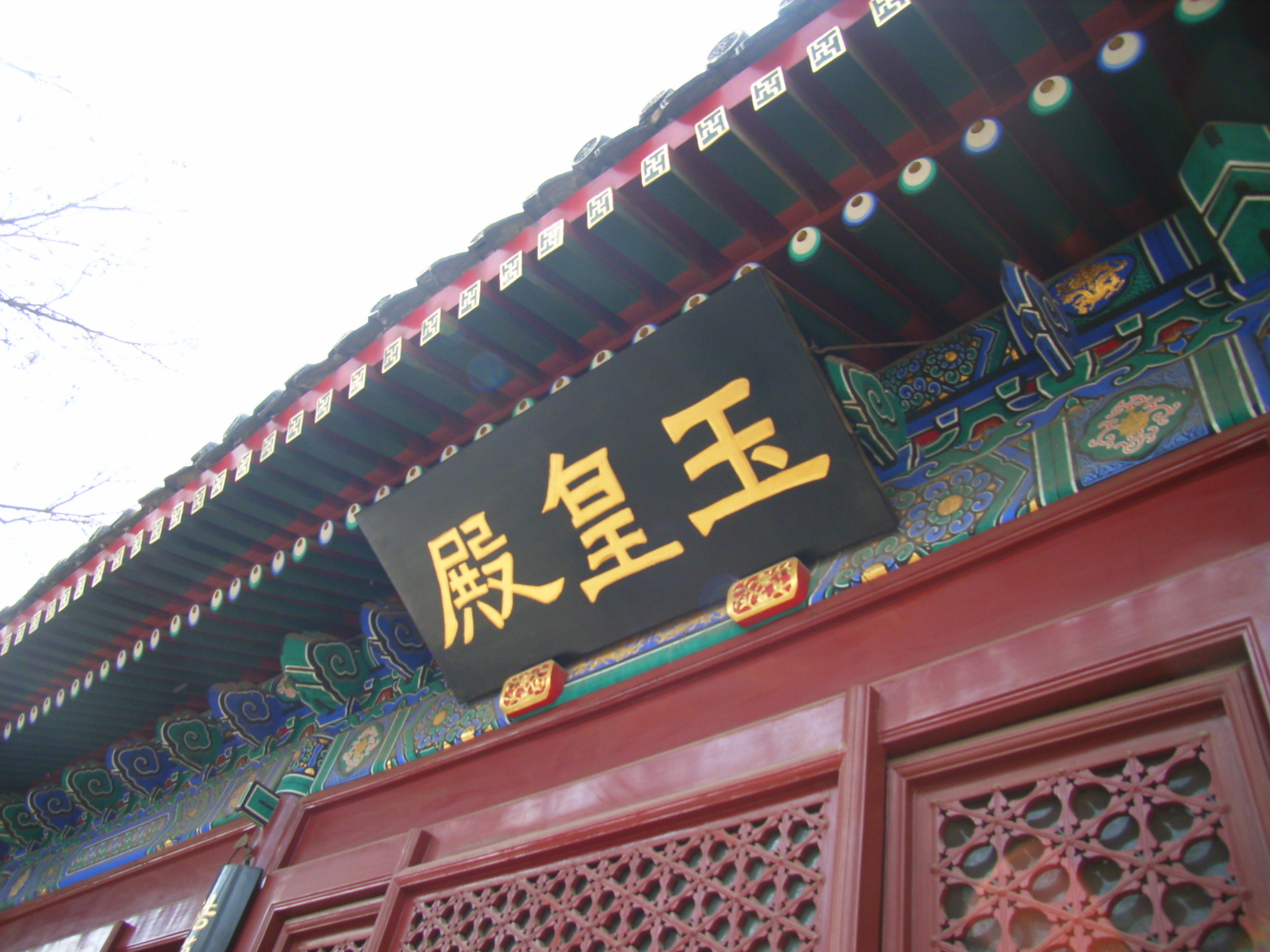
玉皇殿悬挂的李济深所题匾额

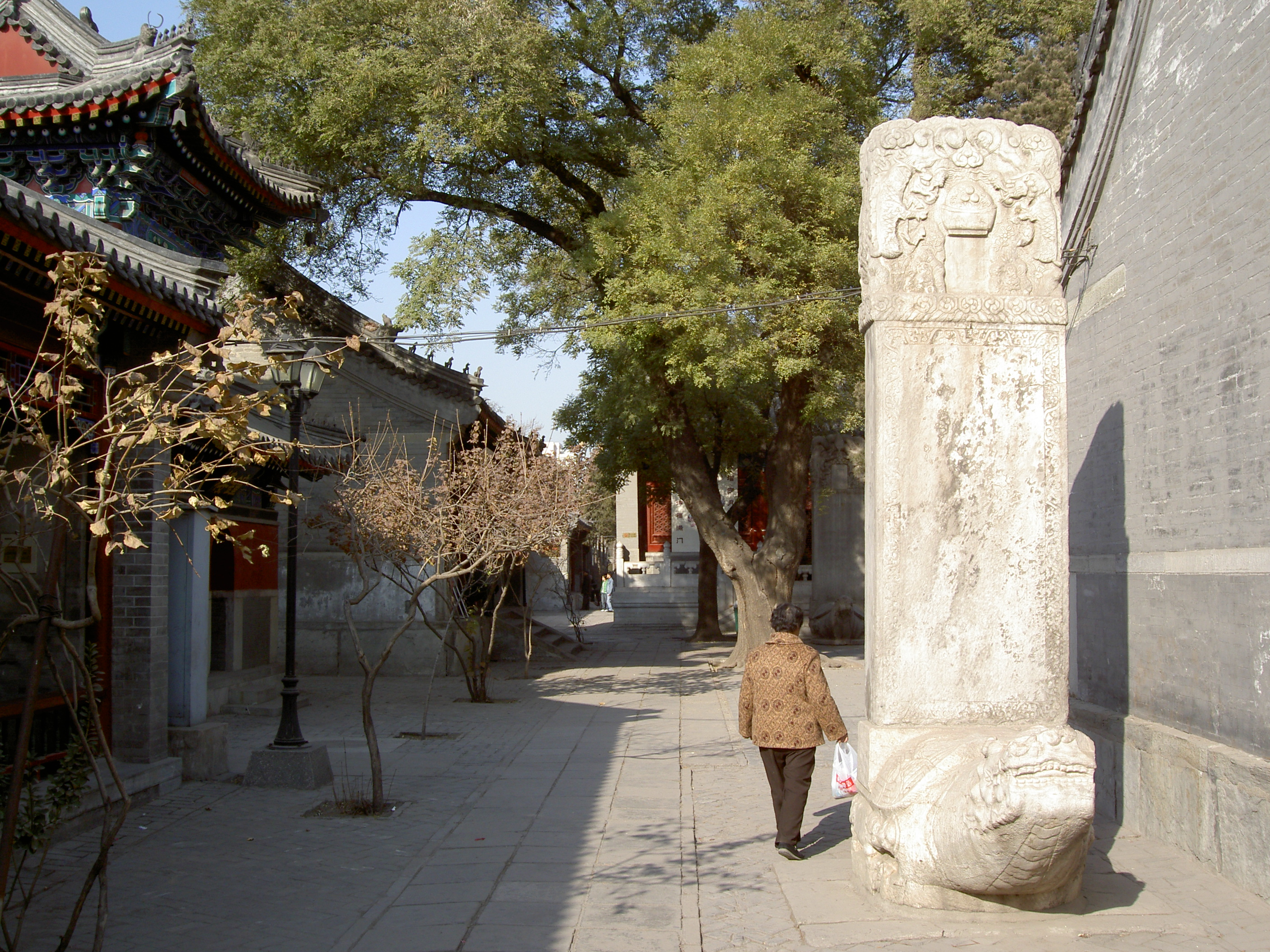
灵官殿西侧，图中左侧被袇房挡住的为钟楼，中间远处建筑为玉皇殿。

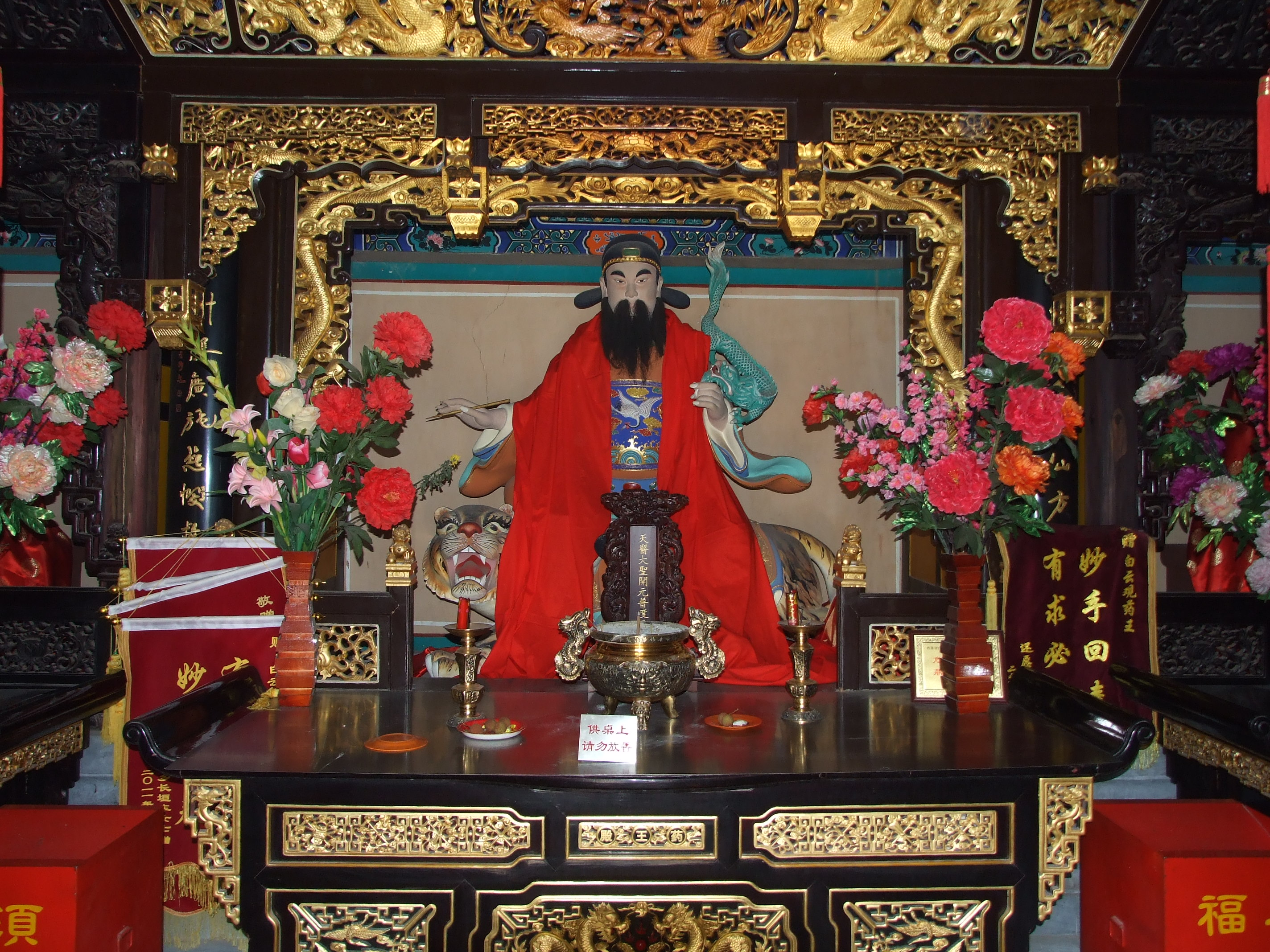
药王殿内的孙思邈像

- 玉皇殿：始建于明英宗正统三年（1438年）。殿内祀昊天金阙至尊玉皇大帝，为明朝木雕造像，左右两侧祀四位天师和二侍童共六尊铜像，均为明朝万历年间铸造。殿壁上挂有南斗星君、北斗星君、三十六帅、二十八宿的绢丝工笔彩画，共八幅。殿门上的“玉皇殿”匾额为李济深于1956年所题，殿内幔帐为清朝慈禧太后所赐。殿外对联为“巍峩咫尺天执掌阴阳生万物，浩荡神灵地观看善恶易分明”。殿前有月台，围以汉白玉栏杆。月台下南侧有石碑两通。
  - 旗杆：灵官殿后方东西两侧各有一个旗杆。
  - 鼓楼：位于灵官殿后方东侧。
  - 钟楼：位于灵官殿后方西侧。白云观钟鼓楼的方位与其他宫观相反，东为鼓楼，西为钟楼。
  - 三官殿：原名“丰真殿”。位于玉皇殿院内东侧，殿内祀三官，中祀上元一品赐福天官紫微大帝，左祀中元二品赦罪地官清虚大帝，右祀下元三品解厄水官洞阴大帝。殿外抱柱联：“赐福解冤录风乡之鬼籍；举功奏过司旸谷之龙文。”殿内抱柱联：“天官地官水官赐福赦罪解厄善恶攸分；上元中元下元纲维三界十方较籍功过。”
  - 财神殿：原名“儒仙殿”。位于玉皇殿院内西侧，殿内祀财神，中祀文财神正一福禄财神真君（比干），左祀武财神正一龙虎玄坛真君（赵公元帅），右祀武财神忠义神武远镇天尊（关圣帝君）。殿内有对联“有德斯福招财纳珍自来驻，不义岂昌财官利市求也无。”
- 老律堂：原名“七真殿”。始建于元朝拖雷监国时（1228年），殿内供奉馬丹陽、譚處端、劉處玄、丘處機、王處一、郝大通、孫不二七位全真道祖师，合称“北七真”。其中，中祀丘處機，其左（东）侧自东至西依次祀馬丹陽、譚處端、劉處玄，其右（西）侧自东至西依次祀王處一、郝大通、孫不二。因清朝在此举行传戒仪式，故名“老律堂”。现为白云观道众平时誦经及举行祈祥法事的地方。殿外抱柱联：“五祖开宏恩济世有功当崇敬；七真守密旨劝君无欲道自成。”殿内抱柱联：“入真门秉真心参透真玄真自在；来妙理达妙境展开妙道妙神通。”该堂前左右有两通石碑，分别为《邱长春行业碑》、《七真事迹碑》。
  - 袇房：老律堂院内左右两侧靠南均为袇房。东侧袇房连接救苦殿和三官殿，西侧袇房连接药王殿和财神殿。
  - 救苦殿：位于老律堂院内东侧，殿内祀太乙救苦天尊，其两旁各有一位童子侍立。救苦殿廊下现置钟、鼓一对。殿外抱柱联：“青华宫中紫雾露光拥狮座；骞林树下寻声赴感救众生。”殿内抱柱联：“七宝骞林演说回生之道；九光莲座提携返魄止真。”
  - 药王殿：位于老律堂院内西侧，殿内中祀药王孙思邈，左祀神医华佗仙师，右祀医圣张仲景仙师。殿外抱柱联：“弃爵位著千金精究医药行阴德；辞珠宝取仙方济世救人心存慈。”殿内抱柱联：“除病解危千金仙方普受惠；坐虎针龙广施慈悯救众生。”救苦殿与药王殿原来均为“宗师殿”，祀奉随邱处机赴西域大雪山的十八弟子，塑像被毁之后，因为没有十八宗师塑像的资料，故分别改为救苦殿和药王殿。
  - 斗府宫：位于救苦殿北侧。通往东院的门。
  - 土府宫：位于药王殿北侧。通往西院的门。
- 邱祖殿：始建于明英宗正统八年（1443年），曾名“衍庆殿”、“贞寂堂”，明朝改为专祀长春真人丘处机的殿堂，故改称“邱祖殿”。殿内祀长春真人丘处机。殿内正中置有一巨大的“瘿钵”，系一古树根雕。该钵为清朝雍正帝所赐[10]，一说为乾隆帝所赐[11]。瘿钵上刻有“大清乾隆二十一年奉旨重修髹金仍供本观”。丘处机的遗蜕埋于“瘿钵”下面。殿内两侧有彩色悬塑《邱祖西行》。殿外原有乾隆帝御笔对联“万古长生不用餐霞求秘诀，一言止杀始知济世有奇功”，今存东陈列室。现悬对联为“悟道藏玄机四海驰名朕信宠，见君礼稽首一言止杀救苍生。”邱祖殿两侧均有二门。
  - 抱元洞府：通往东院的小门，位于邱祖殿前东侧，功德祠以北。
  - 会仙福地：通往西院的小门，位于邱祖殿前西侧，执事房以北。
  - 功德祠：东厢房，今为中国道教协会所在地
  - 执事房：西厢房，今为白云观管理委员会所在地

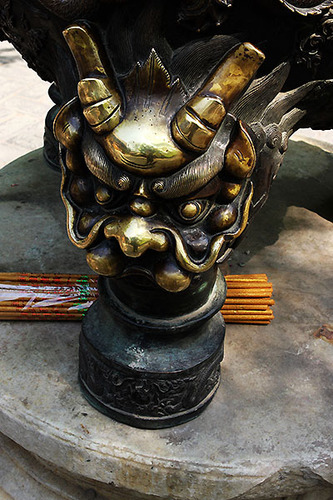
四御殿前明嘉靖年间所铸的鎏金铜鼎香炉的一足

- 三清阁、四御殿：建于明宣宗宣德三年（1428年）。为二层阁楼，上层为三清阁，下层为四御殿。三清阁内祀三清像，为明宣德年间塑。四御殿祀四御即天界四位大帝，中祀昊天金阙至尊玉皇上帝，左祀南极长生大帝、勾陈上宫天皇大帝，右祀中天紫微北极大帝、承天效法后土皇地祇，均为清中期泥塑金漆沥粉造像。四御殿外第一副抱柱联（位于两稍间内侧）：“玉宇无尘月朗虚空三千界；神恩有应心诚可格九重天。”殿外第二副抱柱联（位于明间外侧）：“佐司玄化共理三才位中天万象宗师；岳渍是依山川咸仗总十极恩溥乾元。”三清阁外抱柱联：“无上三尊乃乾坤之主宰；混元一炁为造化之根源。”殿前院内有明嘉靖己丑年所铸的鎏金铜鼎香炉，周身雕铸云龙，该香炉原在东岳庙，后迁白云观。
  - 东陈列室：位于三清阁、四御殿所在院落东南角，东客堂以南。陈列白云观文物。
  - 西陈列室：位于三清阁、四御殿所在院落西南角，西客堂以南。陈列白云观文物。
  - 东客堂：位于三清阁、四御殿前东侧。
  - 西客堂：位于三清阁、四御殿前西侧。
  - 藏经楼：位于三清阁、四御殿的东侧，门上挂有“方丈”匾额。原藏明版《道藏》，即正统十年（1445年）所编《正统道藏》及万历三十五年（1607年）所编《万历续道藏》，共5485卷。过去每年农历六月初一到初七，白云观举行晾经会，将经书搬出楼，放在通风之处翻晒，防止虫蠹。明版《道藏》原版于1950年移交北京图书馆收藏，此处今存复印本。
  - 朝天楼（望月楼）：望月楼又称朝天楼，位于三清阁、四御殿的西侧，门上挂有“监院”匾额。

### 东路建筑

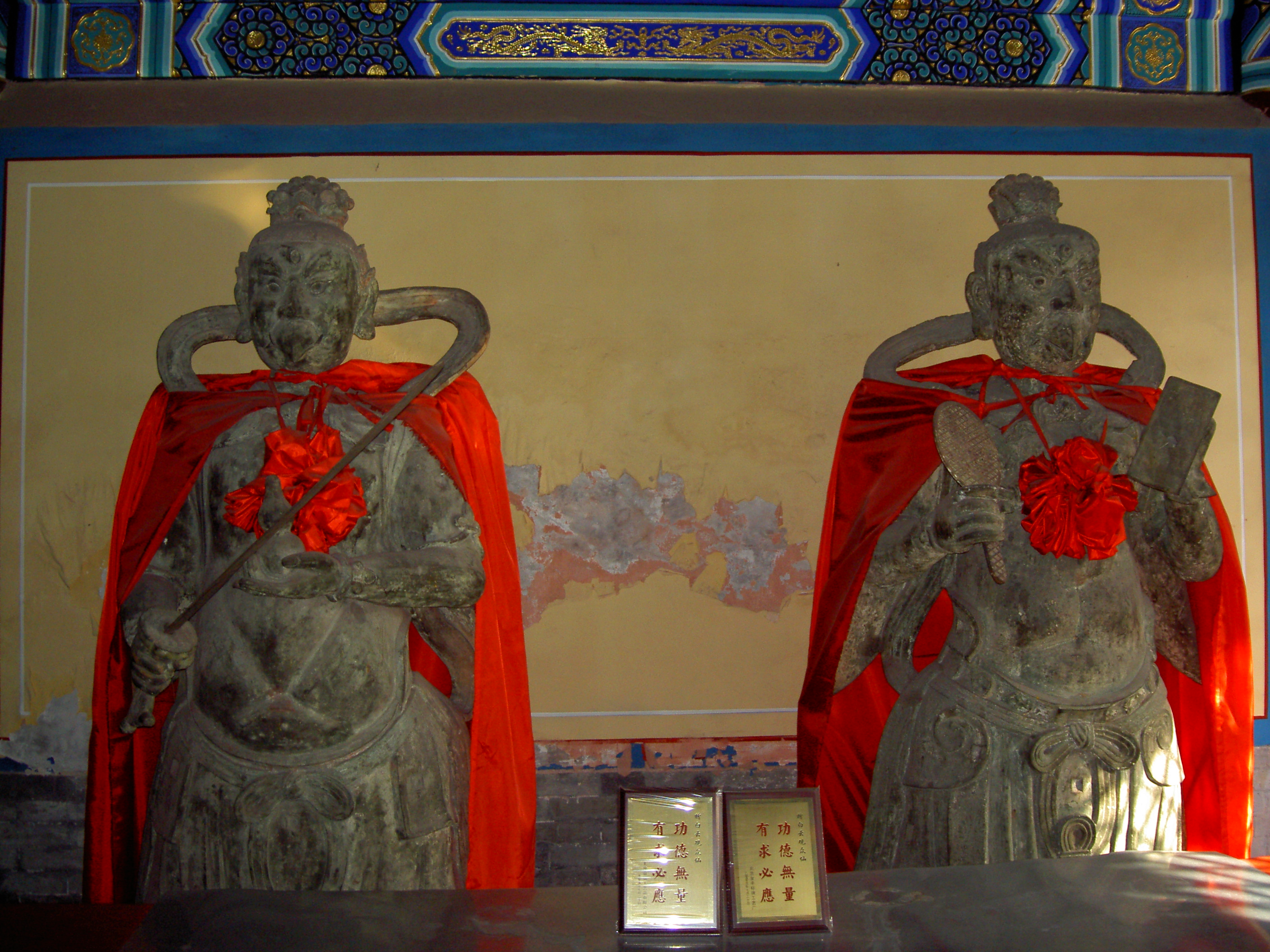
雷祖殿一层东侧的两位雷部天将，左为风伯，右为电母

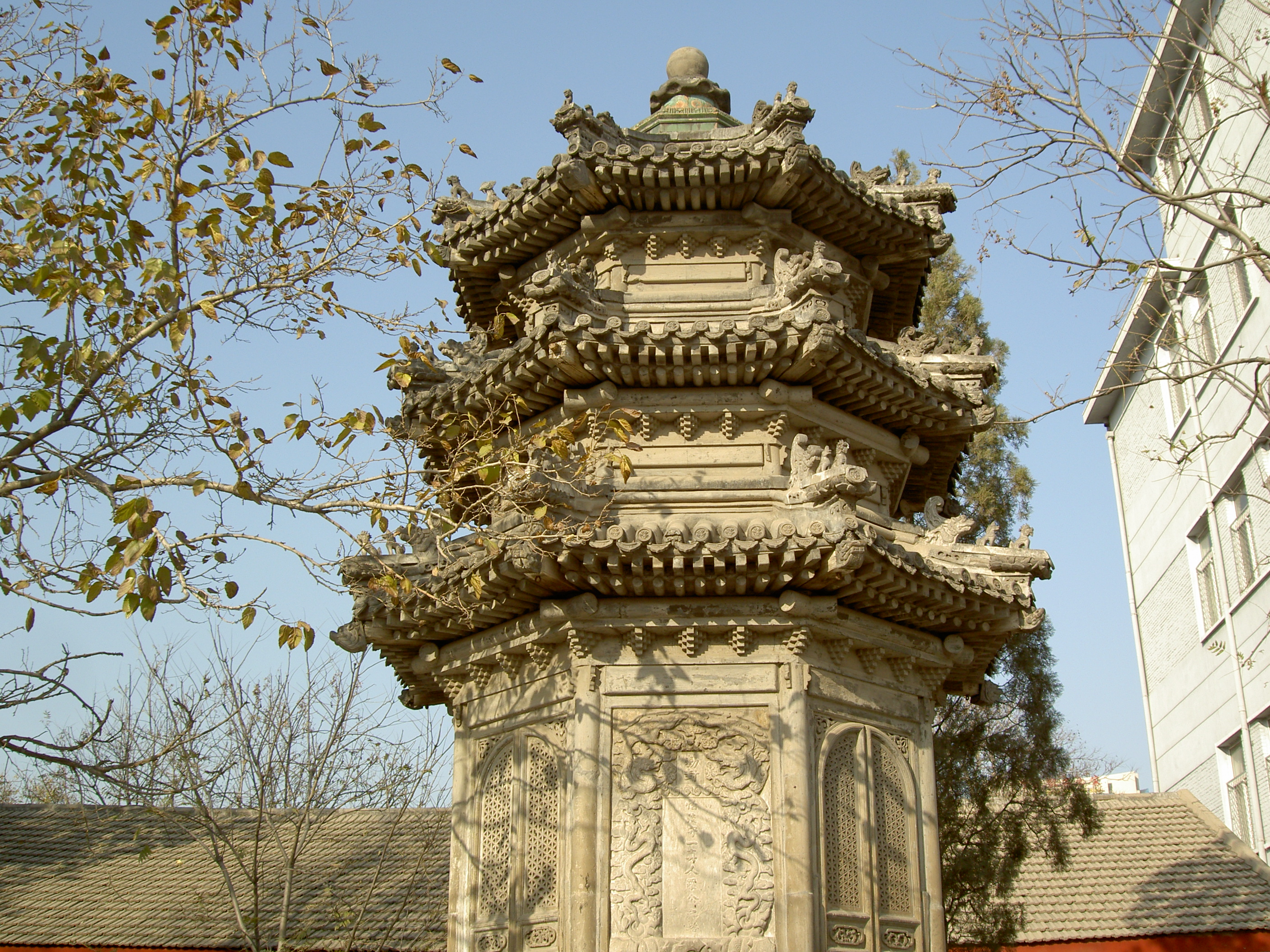
罗公塔正面。图中可见塔铭“恬淡守一真人罗公之塔”

- 三星殿：位于东路建筑南端，坐南朝北。清朝时为“华祖殿”，祀神医华佗。2000年重修后改为“三星殿”，祀福、禄、寿三星真君，其中中祀福星、左祀禄星、右祀寿星。殿外抱柱联：“德施广溥福禄寿三星照户；善积瑞应孝悌友一体人家。”
- 慈航殿：位于三星殿以北，坐北朝南。清朝时为“火祖殿”，祀火德真君。2000年重修后，改为“慈航殿”，祀慈航普渡圆通自在天尊（佛教称观音菩萨）。殿外抱柱联：“救苦救难寻声救众生世音慈航道人；大悲大愿普施大恩泽圆通自在天尊。”
- 真武殿：始建于清朝乾隆年间，坐北朝南。2000年重修，祀真武大帝。
- 雷祖殿：始建于明英宗正统三年（1438年），坐北朝南，为二层建筑。殿内一层主祀九天应元雷声普化天尊，陪祀风、雨、雷、电四位雷部天将（东侧北为风伯方天君，南为电母秀天君；西侧北为雷公江天君，南为雨师陈天君），上述神像均为明朝铸造的铜像。殿内还挂有四幅雷部天将画像，为明朝所绘。殿前有四通石碑，其中最西一通石碑的底座上雕有一只猴子，是民俗“摸石猴”的第三只猴子。
- 斋堂：位于慈航殿和三星殿院落内东侧。
- 厨房：位于斋堂北侧。
- 罗公塔：位于真武殿以东。八角形三层砖石塔。塔身正面刻有塔铭“恬淡守一真人罗公之塔”。原塔前还有供奉守一真人罗公像的“罗公前殿”，以及《白云观重修碑》、《罗真人道行碑》、《粥场碑记》、《云溪方丈功德碑》四块石碑，现仅存罗公塔。罗公是江西的道士，康熙年间来到北京，在白云观挂单，雍正五年（1727年）逝世，雍正帝敕封其为“恬淡守一真人”。据民间传说，罗公发明了理发工具与按摩术，传入清宫，获雍正帝赞赏，故有許多理发业者尊罗真人为祖师。

### 西路建筑

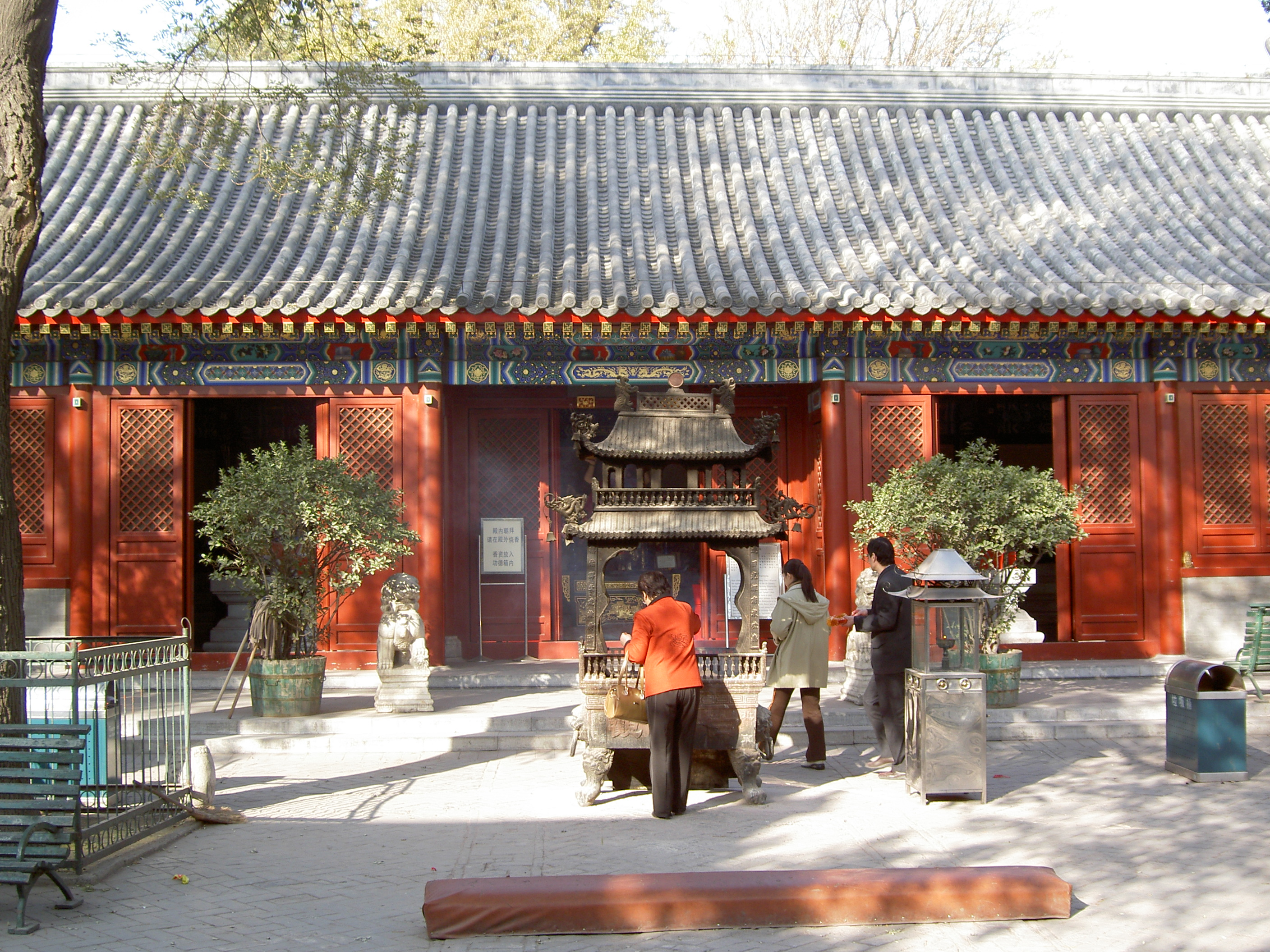
元辰殿

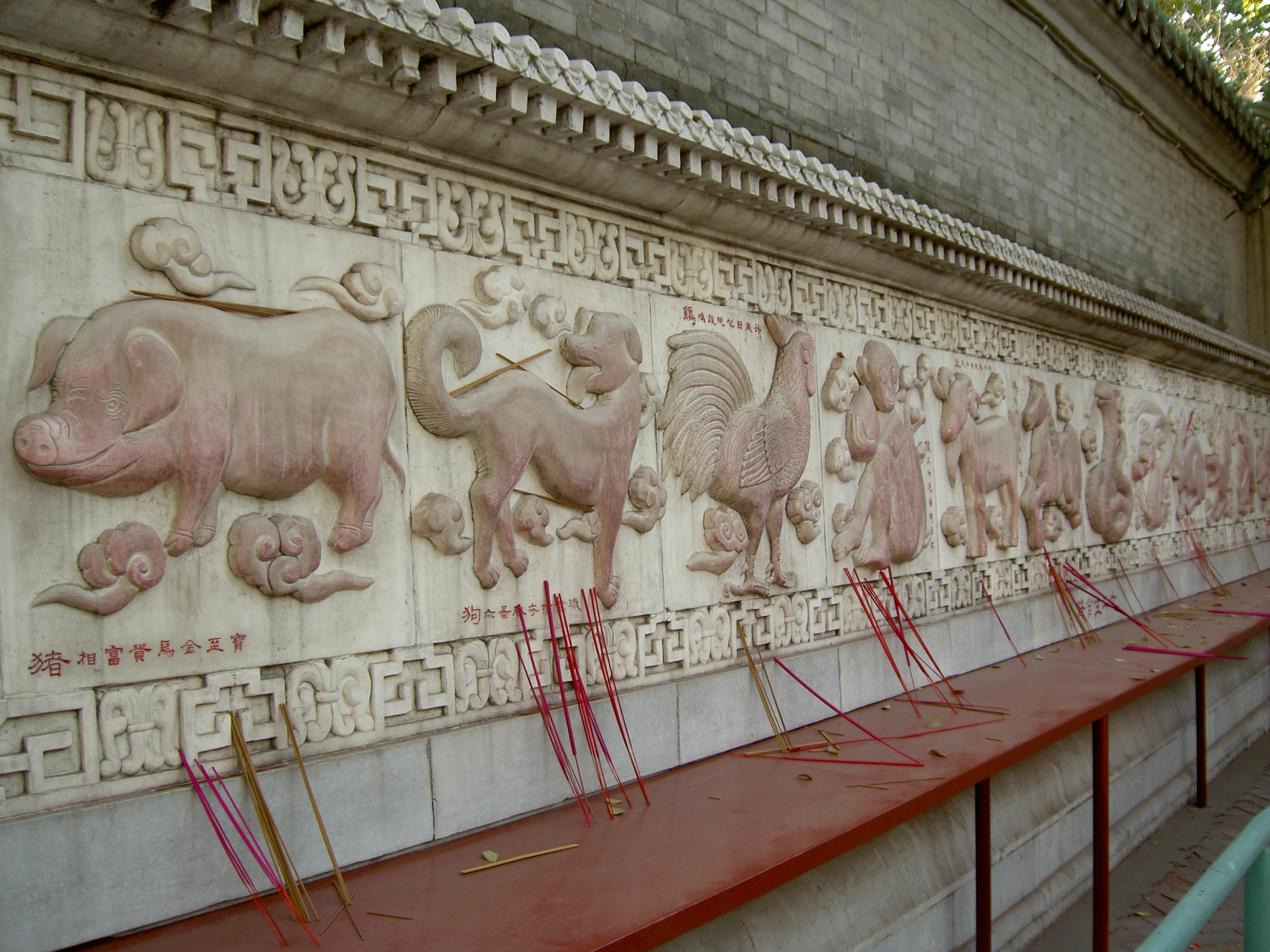
十二生肖壁

- 祠堂院：始建于清康熙四十五年（1706年），祀全真道龙门派第七代律师王常月坐像，堂下埋有其遗蜕。堂内左右室壁上嵌元朝赵孟頫书《道德经》、《阴符经》的石刻。今改为白云观道医馆。
- 铜特：为铜制的“特”（一种兽），原为东岳庙所藏，后来迁至白云观，先放在老律堂前，后迁元君殿南侧。
- 元君殿：坐南朝北。殿内中祀天仙圣母碧霞元君，左座南祀催生娘娘、北祀送子娘娘，右座南祀眼光娘娘、北祀天花娘娘。
- 文昌殿：原为“北五祖殿”，祀全真道北五祖。殿内中祀文昌梓潼帝君坐像，左祀孔子坐像，右祀朱熹坐像。此外，殿内还祀有胁侍文臣像两尊，侍童像三对六尊。门口廊下祀魁星站像一尊。这十二尊明朝万历年间铸造的铜像是宏仁万寿宫的遗物，清朝迁至盆儿胡同南口的三教寺，文化大革命后迁至白云观。
- 景云百祥图：文昌殿北面外墙有道教石雕壁，为2000年9月刻成。图右为“福禄寿三星”，图中为“轩辕黄帝十辅”，图左为“八卦天神”。
- 玉清圣境：为通往八仙殿、吕祖殿的门。
- 八仙殿：始建于清嘉庆十三年（1808年）。殿内祀八仙塑像。殿外抱柱联：“紫气太空显道法，白云深处藏神仙。”
- 吕祖殿：始建于清光绪十三年（1887年），殿内祀吕洞宾木雕像，为明朝所雕。殿外抱柱联：“一枕黄粱点破千秋大梦；九转丹诀炼就万劫真仙。”
- 十二生肖壁：位于吕祖殿北面外墙。
- 二十四孝壁：位于元辰殿院内西墙上，为1993年9月制。
- 后门：位于二十四孝壁北侧。
- 元辰殿：始建于金章宗明昌元年（1190年），原名“丁卯瑞圣殿”，为金章宗奉祀母后的本命元辰而設，清朝重修，御賜名“元辰殿”。「元辰殿」原始奉祀丁卯元辰司馬卿...等元辰神[12]。白雲觀於文化大革命期間（1966─1976年）遭到嚴重毀壞，殿内神像均於1983年根据白云观宣稱所存清朝内宫如意馆的六十太歲绘像重塑，太歲個別名称也依据该绘像确定（有學者存疑畫像的真實性），和《道藏輯要》中的记载有所不同。[13][14]2014年7月27日（农历七月初一），新塑“六十太歲神像”举行开光法会。斗姥元君仍为彩塑。殿前有石狮一对。

### 云集园

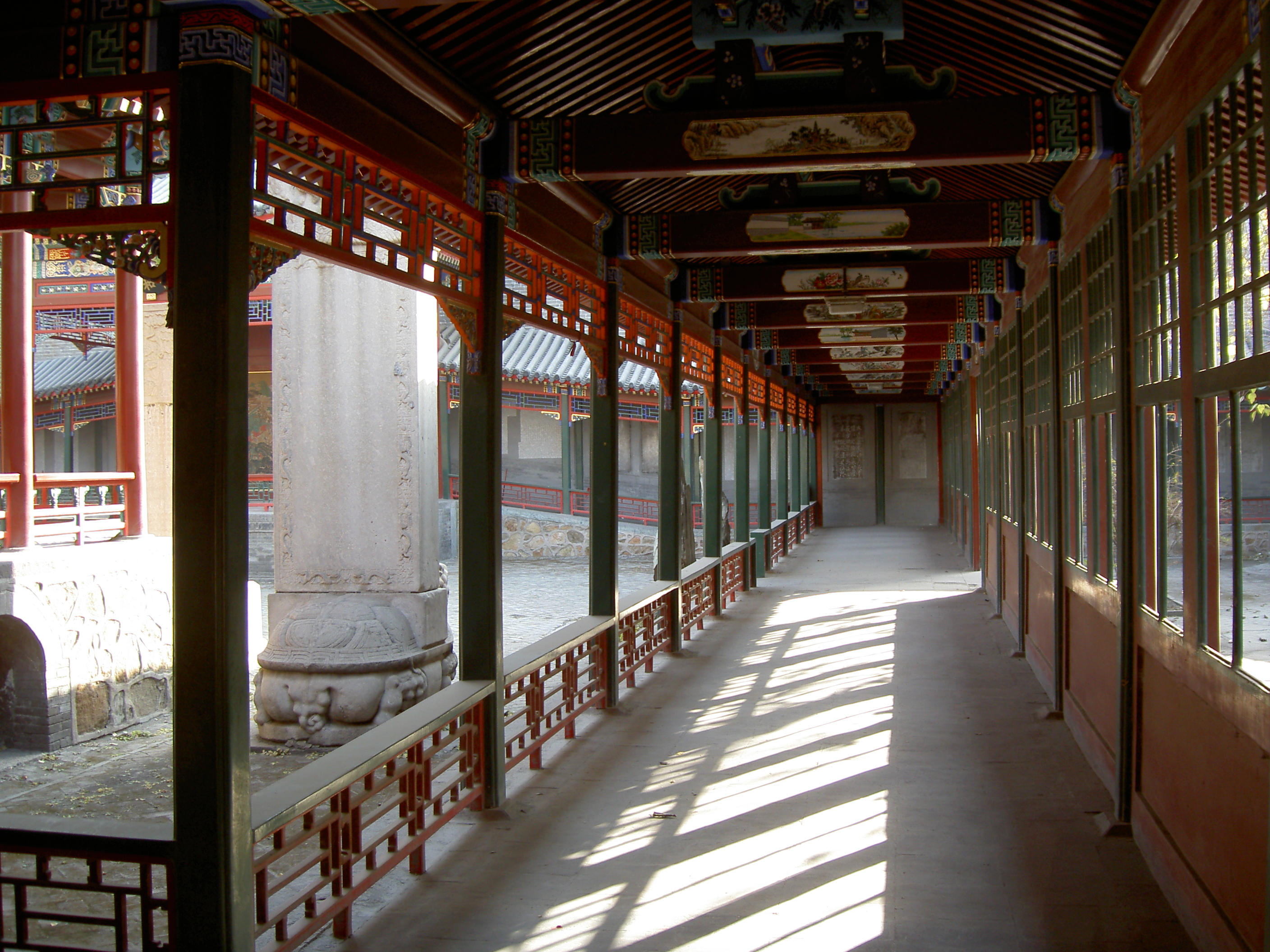
云集园中院和西院之间的长廊，画面左侧建筑为云集山房，远处的戒台也从石碑旁边露出

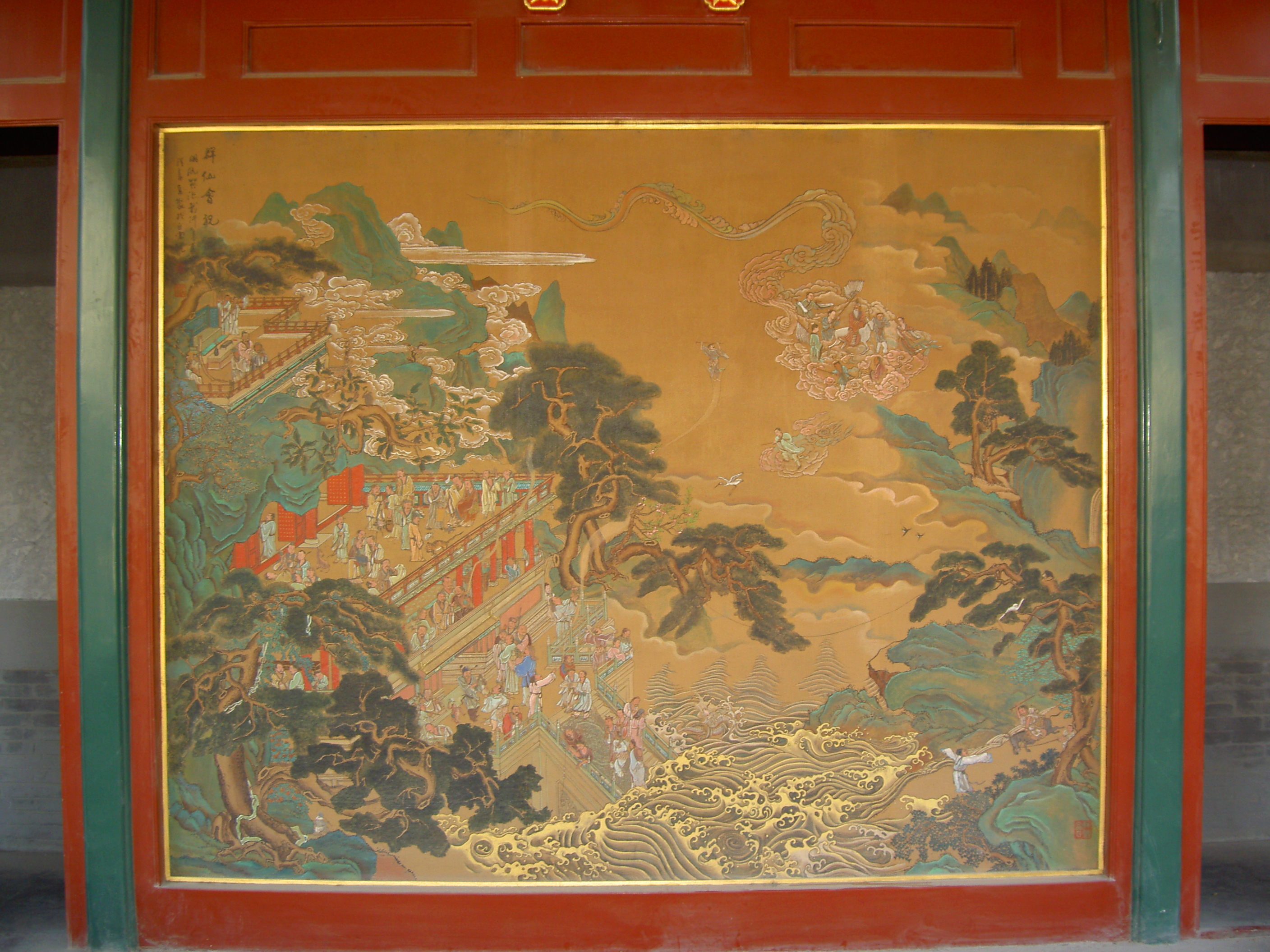
戒台后侧的壁画《群仙会祝图》

云集园又称小蓬莱，位于该观建筑群的最北端，是白云观的后花园，由东、中、西三个庭院连接而成，东西两路建筑最后均通此处。
- 云华仙馆：位于东院南侧，坐南朝北。
- 北门：白云观的北门，北门东南有一座小房。此处原为1990年代新建的遇仙亭，为三间敞厅，后壁绘有八仙图，2010年代拆除，改建为北门和小房。
- 有鹤亭：位于东院假山上。
- 云集山房：全真道律师为受戒弟子讲经处。位于云集园中央。其两侧各有一通石碑，北面两侧也各有一通石碑。云集山房以北为假山。
- 戒台：全真道传授“三坛大戒”（初真戒、中极戒、天仙戒）的坛场。位于云集山房正南，坐南朝北。外侧北面上悬“致中和”匾额，内中有壁画《群仙会祝图》（原作者是明朝画家仇英，此为2000年9月仿制完成[15]），其上悬“戒台”匾额。壁画后面的通道南墙中央有一个小门，通往四御殿。云集山房和戒台中间有长廊相连。
- 妙香亭：位于西院假山上。
- 退居楼：位于西院西北角。

## 道事活动
- 太上玄门早晚课
- 庆贺昊天金阙至尊玉皇上帝圣诞祈福法会（农历正月初九日）
- 元宵节庆贺祈福法会（庆贺上元九炁赐福天官圣诞祈福法会）（农历正月十五日上元节）
- 拜太岁法会（农历正月）
- 庆贺广援普度天尊邱大真人圣诞祈福法会（农历正月十九日）
- 庆贺文昌梓潼帝君圣诞祈福法会（农历二月初三日）
- 庆贺太上老君道德天尊圣诞祈福法会（农历二月十五日）
- 清明节超度大法会（农历清明节）
- 庆贺纯阳演正警化孚佑帝君吕祖圣诞祈福法会（农历四月十四日）
- 庆贺上清真境灵宝天尊圣诞祈福法会（农历夏至）
- 中元节超度大法会（庆贺中元七炁赦罪地官圣诞祈福法会）（农历七月十五日中元节）
- 中秋节拜月法会（农历八月十五日中秋节）
- 庆贺中天大圣北斗九皇九真法会（农历九月初九日九皇会）
- 寒衣节超度大法会（农历十月初一日，道教五腊之一的民岁腊，又称寒衣节）[16]
- 下元节庆贺祈福法会（庆贺下元五炁解厄水官圣诞祈福法会）（农历十月十五日下元节）
- 庆贺玉清圣境元始天尊圣诞祈福法会（农历冬至）[17]
- 谢太岁法会（农历十二月十五日）

## 知名道乐
- 全真派道乐

## 白云观庙会
白云观庙会是清朝至1950年代初期北京农历新年（春节）期间举行的著名庙会之一，一般在农历正月初一至正月十九日举办。1987年起，西城区人民政府恢复举办白云观庙会，此后至2007年连续举办21届，每年春节放假期间举办。2007年举办之后，西城区人民政府鉴于白云观周边场地狭小等安全隐患，决定此后停办白云观庙会。
过去白云观庙会的“顺星”、“会神仙”、“宴邱会”、“摸石猴”、“打金钱眼”等活动都很有名。
- 顺星：农历正月初八日，来白云观“顺星”的香客到元辰殿自己的本命星塑像前焚香祷告，并买一张谶图，以查今年吉凶。
- 会神仙：农历正月十八日夜，有“会神仙”，传说正月十九日为邱长春真人诞辰，从正月十八日夜至正月十九日凌晨，仙人或化士绅，或化乞丐，下界超度有缘人，遇到神仙者可“延年却病”。
- 宴邱会：又称“燕九会”，在农历正月十九日上午举行，邱祖殿内香火旺盛，白云观内举行法会，白云观外周围不仅有出售玩物、小吃的摊贩，还有踩高跷、扭秧歌、耍狮子、跑旱船、龙灯、赛马射箭、作樗蒲戏，总称为“耍燕九”。
- 摸石猴：白云观素有“三猴不见面，铁打白云观”的说法，“铁打白云观”是指白云观山门上的“敕建白云观”匾额用铁铸造，“三猴”则指白云观内三只猴子造型：第一只猴是山门石拱右侧的石猴浮雕；第二只猴在山门西侧八字墙须弥座顶端束腰处，一棵挂满果实的大树下有一匹奔马，马前有只猴，一只高举的手中托一物；第三只猴在东院雷祖殿前的《九皇会碑记》底座花纹中，一棵松树下有只猴，手中托一桃。摸这三只石猴可带来福气。
- 打金钱眼：窝风桥下“打金钱眼”是庙会中另一项受欢迎的活动。[19][20]

## 历代律师、方丈、监院
全真派十方丛林宫观之最高负责人称住持，或称方丈；监院是协助住持（方丈）管理宫观事务者，俗称“当家”；律师則為负责传戒者。中华民国初年，白云观祠堂中供奉21代律师，为全真道龙门派历代传戒律师，但这21代律师中有的並未曾担任最高负责人（稱為住持、方丈），因传戒律师也被称为方丈之故。
下表列出白云观祠堂中供奉的21代律师和监院（括号内的为未供奉者），以及在任白云观方丈或监院的时间、传戒时间等等。法座称呼主要依照小柳司气太录得的祠堂牌位，参照北京玉清观全真道士房永谦于清朝同治十三年（1874年）所抄所抄《玄都律坛威仪戒科全部》中之《祖堂奉师法座》（出自《三洞拾遗》，《太上律脉龙门正宗》中也有相关记载）。此外白云观牌楼前的影壁南侧原有塔院，是白云观历代住持（方丈）、监院的藏蜕之所。小柳司气太亦录得塔院中诸塔的塔铭。2011年出版的《水陸神全：北京白雲觀藏歷代道教水陸畫》則收录有白云观藏历代律师方丈监院画像，收录第一代至第二十一代律师、方丈、监院画像36幅。
| 全真道龙门派 历代传戒律师 | 堂号                               | 名字                                   | 法座称呼                                  | 在任白云观方丈时间              | 在任白云观监院时间                | 在白云观传戒时间                                                                  |
| ------------------------- | ---------------------------------- | -------------------------------------- | ----------------------------------------- | ------------------------------- | --------------------------------- | --------------------------------------------------------------------------------- |
| 第一代                    | ——                                 | 赵道坚                                 | 上道下坚抱元赵大真人                      | ——                              | ——                                | ——                                                                                |
| 第二代                    | ——                                 | 张德纯                                 | 上道下纯碧芝张大真人 （道字当系德字之误） | ——                              | ——                                | ——                                                                                |
| 第三代                    | ——                                 | 陈通微                                 | 上通下微冲夷陈大真人                      | ——                              | ——                                | ——                                                                                |
| 第四代                    | ——                                 | 周玄朴                                 | 上玄下朴大拙周大真人                      | ——                              | ——                                | ——                                                                                |
| 第五代                    | ——                                 | 张静定                                 | 上静下定无我张大真人                      | ——                              | ——                                | ——                                                                                |
| 第六代                    | ——                                 | 赵真嵩                                 | 上真下嵩复阳赵大真人                      | ——                              | ——                                | ——                                                                                |
| ——                        | 白云堂（北京白云观）               | 李時中                                 | ——                                        | 1406年-？                       | ——                                | ——                                                                                |
| ——                        | 白云堂（北京白云观）               | 倪正道                                 | ——                                        | 1412年-？                       | ——                                | ——                                                                                |
| 第七代                    | 白云堂（北京白云观）               | 王常月（号崑阳）                       | 上常下月崑阳王大真人                      | 1655年-1680年                   |                                   | 顺治十三年（1656年）？                                                            |
| （？代）                  | 白云堂（北京白云观）               | 杨旭初                                 | ——                                        | （第二代住持）                  | ——                                |                                                                                   |
| （？代）                  | 白云堂（北京白云观）               | 鲍太开（号三阳）                       | ——                                        | 1705年-？                       | ——                                |                                                                                   |
| （？代）                  | 白云堂（北京白云观）               | 李陽玉                                 | ——                                        | ——                              | 清朝乾隆年间 （第六代監院）       |                                                                                   |
| （？代）                  | 白云堂（北京白云观）               | 張來如                                 | ——                                        | ——                              | （第七代監院）                    |                                                                                   |
| （？代）                  | 白云堂（北京白云观）               | 杜陽春                                 | ——                                        | ——                              | （第八代監院）                    |                                                                                   |
| 第八代                    | 太和堂（湖北武当山）               | 谭守诚（号心月）                       | 上守下诚心月谭大真人                      | ——                              | ——                                | ——                                                                                |
| 第九代                    | 隐仙堂（江苏南京隐仙庵）           | 詹太林（字晋柏，号维阳）               | 上太下林维阳詹大真人                      | ——                              | ——                                | ——                                                                                |
| 第十代                    | 梓潼堂（四川成都梓潼宫）           | 穆清风（字玉房，号昇阳）               | 上清下风昇阳穆大真人                      | ——                              | ——                                | ——                                                                                |
| 第十一代                  | 梓潼堂（四川成都梓潼宫）           | 朱一和（字自明，号怀阳子）             | 上一下和怀阳朱大真人                      | ——                              | ——                                | ——                                                                                |
| 第十二代                  | 云溪堂（陕西陇县景福山）           | 袁阳举（字清举，号九阳）               | 上阳下举九阳袁大真人                      | ——                              | ——                                | ——                                                                                |
| 第十三代                  | 太宁堂（陕西泾阳县嵯峨山云门宫？） | 王来还（号却尘子）                     | 上来下还却尘王大真人                      | ——                              | ——                                | ——                                                                                |
| 第十四代                  | 通真堂（陕西蓝田县通真观？）       | 白复礼（字慧直，号照图子）             | 上复下礼慧直白大真人                      | ——                              | ——                                | ——                                                                                |
| 第十五代                  | 紫云堂（陕西韩城县象山紫云观）     | 程本焕（号香岩）                       | 上本下焕香岩程大真人                      | ——                              | ——                                | ——                                                                                |
| 第十五代                  | ——                                 | 张本悟（一作张本瑞，号寿山）           | 上本下悟寿山张大真人                      | ——                              | ——                                | 嘉庆十三年（1808年）                                                              |
| 第十六代                  | 白云堂（北京白云观）               | 张合皓                                 | 上合下皓朗然张大真人                      | ？-1808年                       | （第九代监院）                    | 嘉庆十三年（1808年）请华山张本瑞（一作张本悟）来白云观开坛传戒                    |
| （？代）                  | 白云堂（北京白云观）               | 宗阳忠                                 | ——                                        | ——                              | （第十二代监院）                  |                                                                                   |
| 第十七代                  | 白云堂（北京白云观）               | 长教玄（号精一）                       | 上教下玄精一张大真人 （张字当系长字之误） | 1822年-？                       |                                   |                                                                                   |
| （第十七代）              | 白云堂（北京白云观）               | 郭教仁                                 | ——                                        | 1808年？-1822年                 |                                   |                                                                                   |
| 第十七代                  | 白云堂（北京白云观）               | 孟礼静（又名孟教龄，号松雲）           | 上教下龄松雲孟大真人                      | ？-1828年                       | ？-？                             |                                                                                   |
| 第十七代                  | 白云堂（北京白云观）               | 张教智（号慧生子）                     | 上教下智慧生张大真人                      | 1828年-1840年                   |                                   | 十一次开坛传戒                                                                    |
| 第十八代                  | ——                                 | 严永宽                                 | 上永下宽冲阳严大真人                      |                                 |                                   |                                                                                   |
| 第十八代                  | 白云堂（北京白云观）               | 袁永亭                                 | 上永下亭真一袁大真人                      | 1840年-1843年                   | ？-1840年                         |                                                                                   |
| 第十八代                  | 白云堂（北京白云观）               | 郑永祥（一名郑瑞祥）                   | 上永下祥瑞阳郑大真人                      | 1843年-？                       | ？-1843年                         |                                                                                   |
| 第十八代                  | 白云堂（北京白云观）               | 吕永震（原名吕合震）                   | 上永下震乾初吕大真人                        | 1865年-1866年（传戒方丈）       | 1858年-1863年                     | 同治四年（1865年）                                                                |
| 第二十一代                | 白云堂（北京白云观）               | 朱至和（号潜庵）                       | 上至下和潜上庵朱大真人                    | ——                              | 1863年-？                         | ——                                                                                |
| 第十九代                  | 白云堂（北京白云观）               | 张圆璿（一名张宗璿，字耕云，号雲樵子） | 上圆下璿雲樵张大真人                      | 1867年-1872年（传戒方丈）       |                                   | 同治六年（1867年） 同治九年（1870年） 同治十年（1871年）                          |
| 第十八代                  | 白云堂（北京白云观）               | 孟永才（道派名孟至才）                 | 上永下才器一孟大真人                      | 1872年-1881年                   | 1844年-1858年                     | 同治十二年（1873年）                                                              |
| 第二十代                  | 白云堂（北京白云观）               | 高明峒（道派名高仁峒，字雲溪）         | 上明下峒雲溪高大真人                      | 1881年-1907年                   | 1878年-1881年                     | 光绪八年（1882年） 光绪十年（1884年） 光绪十七年（1891年） 光绪二十二年（1896年） |
| 第二十代                  | ——                                 | 刘明印                                 | 上明下印素雲刘大真人                      | ——                              | ——                                |                                                                                   |
| （第二十一代）            | 白云堂（北京白云观）               | 姚明瑞（一名姚祥瑞，号蔼云）           | ——                                        | ——                              | 光绪十年（1884年）时在任          |                                                                                   |
| 第二十一代                | 白云堂（北京白云观）               | 刘至融（号林泉）                       | 上至下知林泉刘真人                        | 1907年－1911年                  | 光绪二十一年（1895年）时在任      | 光绪三十四年 （1908年）                                                           |
| 第二十一代                | 白云堂（北京白云观）               | 刘至智（号秋樵）                       | 上至下智秋樵劉大真人                      | ——                              | ？-？                             |                                                                                   |
| 第二十一代                | 白云堂（北京白云观）               | 崔至仁                                 | 上至下端堂崔真人                          | ——                              | ？-？                             |                                                                                   |
| 第二十一代                | 白云堂（北京白云观）               | 陈至霦（道派名陈明霦，号毓坤）         | 上至下知霦毓陈真人                        | 1911年－1936年                  |                                   |                                                                                   |
| （？代）                  | 白云堂（北京白云观）               | 安世霖（字泽普）                       | ——                                        | 1936年－1946年 （监院暂代方丈） | 1936年－1946年                    |                                                                                   |
| （第二十二代）            | 白云堂（北京白云观）               | 王理仙                                 | ——                                        | 1989年－1995年                  |                                   | 1989年                                                                            |
| （第二十三代）            | 白云堂（北京白云观）               | 谢宗信                                 | ——                                        | 2000年－2005年                  |                                   |                                                                                   |
| （？代）                  | 白云堂（北京白云观）               | 李信军                                 | ——                                        | ——                              | 2005年－ （监院、管理委员会主任） |                                                                                   |